# Most kraljice Julijane, Willemstad
Most kraljice Julijane je visok most čez zaliv Svete Ane v Willemstadu (Curaçao). Most je bil predan v uporabo 2. marca 1974, uradno pa je bil odprt 30. aprila 1974.
Most je visok 56,4 metra, tako da lahko skoraj vse velike morske ladje (razen največjih križark) peljejo pod mostom. Most je namenjen samo avtomobilskemu prometu; Zaradi vetra in pomičnosti konstrukcije je prepovedan promet za pešce in kolesarje. Most kraljice Julijana je najvišji most na Karibih.
Most je bil namenjen predvsem razbremenitvi mostu kraljice Eme, edinega lesenega nihajnega mostu na pontonih na svetu. Motorni promet čez ta pontonski most ni bil več dovoljen.

## Zgodovina
Že leta 1929 je bila izvedena študija za stalno povezavo med obema bregovoma zaliva. Leta 1942 so načrti dobili konkretnejšo obliko. Takrat so obstajali celo načrti za predor pod zalivom Svete Ane. Leta 1946 se je sestal odbor, sestavljen iz uradnikov iz Državnega odbora za vode. Predor bi stal 24 milijonov guldnov, most za avtomobile pa med 2,7 in 3,4 milijona guldnov. 

8. aprila 1958 je bil ustanovljen 'Odbor za trden most', ki je 21. januarja 1959 izdal poročilo. Izhodišče za zasnovo je bilo, da bi trden most služil tako povezavi Punda – Otrobanda kot tudi prehodu Saliña – Habaai, ki bi dokončal obvoznico okoli Schottegata. Na strani Punde je bila načrtovana povezava čez ali skozi Waaigat, ki bi se končala na Pietermaaipleinu. Cesta Nijlweg je nato prišla v slepo ulico na strani Otrobanda. To bi razširili in s traso mostu povezali s središčem mesta.
- Trasa mostu po prvem načrtu iz leta 1959, vrisana v 'Pregledni zemljevid Willemstada in okolice' v merilu 1:10,000 z datumom 5. novembra. 1954. (Arhiv DOW)
- Zasnova mostu čez zaliv Svete Ane. Jekleni ločni most (Arhiv DROV)
- Zasnova mostu čez zaliv Svete Ane. Rebrasti most (Arhiv DROV)
- Zasnova mostu čez zaliv Svete Ane. Betonski mošt (Arhiv DROV)
- Zasnova mostu čez zaliv Svete Ane. Jekleni most (arhiv DROV)

Priprave na gradnjo so se začele leta 1961. Most so začeli graditi leta 1967. Zadnji segment je bil dokončan 27. junija 1972.

## Zrušenje
Med gradnjo se je most 6. novembra 1967 ob 7.50h zjutraj porušil.  Gradnja se je začela na strani Punde. Pri montaži triindvajsetega segmenta od petindvajsetih segmentov prve polovice se je porušil celoten zgrajeni del. Življenje je izgubilo skupno petnajst delavcev, devet državljanov Curaçao in šest evropskih Nizozemcev , vsi zaposleni v podjetju Curaçao Dock Company. Poleg delavskega upora 30. maja 1969 velja ta dogodek za največjo katastrofo v zgodovini Curaçaa.
Potem ko v dveh poročilih decembra 1967 vzrok nesreče ni bil jasen, je poročilo prof. dr. Zuithoffa s Tehnične univerze v Delftu iz junija 1969 krivdo za zrušitev pripisalo zlomu sidrnih palic zaradi poslabšanja kakovosti zaradi za varjenje na palicah. Maja 1969 se je gradnja ponovno začela, tokrat z brega Otrobanda.
Nekateri prebivalci Willemstada so prepričani, da je most preklet in se ga zato izogibajo. 2. novembra 1974 je bil na mestu, kjer se v zahodni smeri vstopi na most Juliana, postavljen spomenik delavcem, ki so izgubili življenje: skupina palic, ki štrlijo iz tal, je zasnoval arhitekt Alberto Badaracco.